# Castellvell (cim d'Olius)
El Castellvell és una muntanya de 847 metres que es troba a ponent de l'edifici del Castellvell de Solsona, al municipi d'Olius, comarca del Solsonès.
S'hi han realitzat diverses campanyes d'excavacions arqueològiques, deixant al descobert un conjunt compost des de restes pre-ibèriques fins a elements dels segles xviii i xix. Les excavacions en els últims anys han estat realitzades pel Centre d'Estudis Lacetans.